# مملكة أمورو

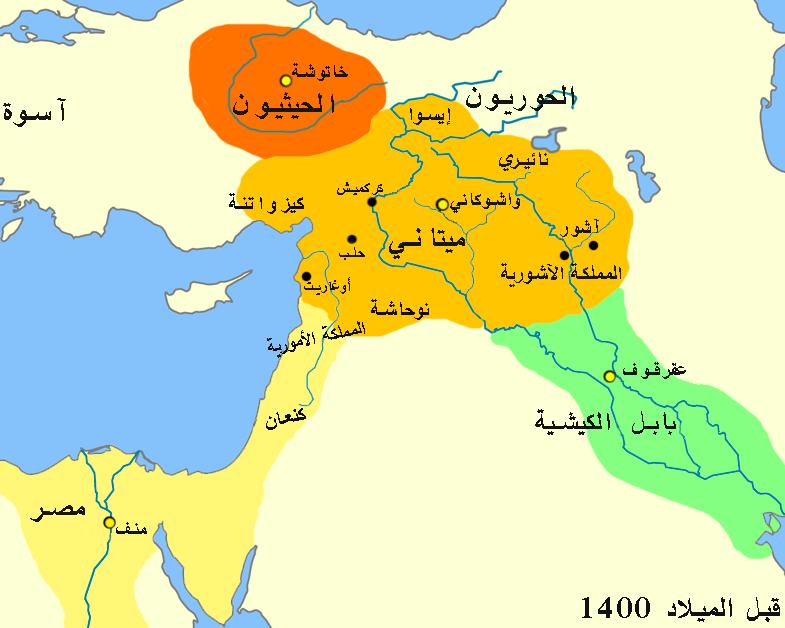
خريطة الشرق الأوسط خلال حقبة العمارنة

مملكة أمورو وهي مملكة تواجدت في بلاد الشام وشملت غرب وشمال غرب سوريا وشمال لبنان، تواجدت في فترة القرنين 14-12 ق م، وقد ذكرت في رسائل تل العمارنة، ذكرت باسم أمورو نسبة لقبائل الأموريين التي حكموها، وذكرت رسائل تل العمارنة اسم ملكين منها وهم عبدي عشيرتا وإبنه أزيرو، لم تكن هذه المملكة من الممالك القوية، حيث كانت ميدان صراع بين المصريين والحيثيين إلى أن دمرها سكان البحر.